# 王溥 (軍人)
王 溥（おう ふ / ワン・プー、1908年（光緖33年）2月 - 1940年（民国29年）11月16日）は中華民国の軍人。諱は彦東、字は英亜。奉天派、満洲国軍の所属であったが、のちに離反し八路軍に加入、百団大戦にて戦死。

## 経歴
遼寧省興城県曹庄郷（現興城市曹庄鎮）の農家に生まれる。
1924年、興城中学を中退し郭松齢配下の軍官教導班に入る。郭の反乱失敗後は東北陸軍講武堂に入学、卒業後は第34方面軍団司令部副官、教導隊第7連連長を経て1930年、東北陸軍講武堂の高等軍学研究班に再度入学。卒業後同校教官となる。この時22歳にして階級は少校であった。
1931年、満洲事変が勃発すると東北軍黒竜江省主席代理馬占山の配下として関東軍と戦闘。1932年2月7日、馬とともに降伏し、満洲国軍に入隊。中央陸軍訓練処教官、灤県督導長など教育畑を歩き、1937年平漢鉄路警防隊三縦隊六区隊長に就任。
1938年8月23日、1800名の部下とともに離反、八路軍に帰順。31日、六区隊は晉察冀軍区抗日遊撃軍へと改変、王は司令員となる。1939年、中国共産党に加入。
1940年11月16日、河北省保定市曲陽県にて戦死。享年32。
「野火春風斗古城」の関敬陶（1963年の八一電影版映画では王潤身、2005年の海潤影視集団版ドラマでは連奕名が演じる）は王溥がモデル。